# Wilhelm Röpke (Mediziner)
Wilhelm Konrad Röpke (* 15. Oktober 1873 in Sögel, Emsland; † 6. Oktober 1945 in Wuppertal-Barmen) war ein deutscher Chirurg in Wuppertal.

## Leben
Wilhelm Röpkes Eltern waren der (katholische) Amtsgerichtsrat Ludwig Friedrich Adolf Röpke und dessen Ehefrau Emma Dorothea, geborene Franken. Röpke hatte die Brüder Johann Wilhelm Heinrich (* 1872) und Adolf Friedrich Ludwig (* 1875).
Röpke besuchte das Ubbo-Emmius-Gymnasium Leer. Ab 1894 studierte er Medizin an der Georg-August-Universität Göttingen, der Christian-Albrechts-Universität zu Kiel und der Universität Jena. Während seines Studiums wurde er 1896 Mitglied der Landsmannschaft  Die Märker Jena. Nach dem Staatsexamen und der Approbation wurde er 1899 in Jena zum Dr. med. promoviert. Er diente als Einjährig-Freiwilliger und war für ein halbes Jahr als Volontärassistent klinisch tätig. Im Mai 1901 begann die chirurgische Ausbildung bei Bernhard Riedel und Erich Lexer in Jena. Am 15. November 1905 habilitierte er sich. Zur Antrittsvorlesung hatte der Dekan Otto Binswanger eingeladen. Röpke sprach über das Genu valgum und seine orthopädische Behandlung. Er erhielt die Venia legendi und wurde Privatdozent. Er leitete die chirurgische Poliklinik und die orthopädische Abteilung.
Nach einem Gutachten von Riedel und Roderich Stintzing wurde Röpke 1910 zum a.o. Professor ernannt. Zum 1. April 1912 wurde er Chefarzt der Chirurgie im Städtischen Krankenhaus Barmen. Von 1914 bis 1917 diente Röpke als Sanitätsoffizier im Deutschen Heer. Zum 1. Mai 1933 trat Röpke in die
NSDAP ein (Mitgliedsnummer 3.476.572). Im April 1933 leitete er die 57. Tagung der Deutschen Gesellschaft für Chirurgie im Langenbeck-Virchow-Haus in Berlin. Bravo-Rufe erhielt er für seine Aussage, dass die fruchtbringendsten Gedanken sowohl in der Orthopädie als auch in der Behandlung von Unfallverletzungen immer von Chirurgen und nicht von Orthopäden oder Unfallchirurgen ausgegangen seien. Wie von Leonardo Conti gewünscht, hatte er Vortragsanmeldungen von jüdischen Ärzten zurückgewiesen. Bei Kongressbeginn bat er „alle Herren Redner, wie das zum Teil schon geschehen konnte, deren Auftreten hier angesichts der heutigen nationalen Strömung Unruhe oder Mißstimmung hervorrufen könnte, zurückzutreten; denn der ruhige Verlauf unserer Tagung und die Würde der Deutschen Gesellschaft für Chirurgie geht allem anderen voran.“ Dem Reichspräsidenten Paul von Hindenburg und dem Reichskanzler Adolf Hitler wurden Ergebenheitsadressen, dem Reichskanzler zugleich auch Glückwünsche zum Geburtstag gesandt. Seit 1934 Oberstabsarzt der Reichswehr, wurde er am 24. August 1939 zum Heer (Wehrmacht) einberufen. In Wuppertal wurde Röpke am 1. November 1938 in den Ruhestand versetzt, mit einem Privatdienstvertrag aber als Chefarzt weiterbeschäftigt. Am 15. Juli 1945, kurz vor seinem 72. Geburtstag, schied Röpke endgültig aus dem Krankenhausdienst aus. Keine drei Monate später starb er. Bei der Trauerfeier sprach Hans Bremme für die Stadt Wuppertal. Beigesetzt wurde er im Emsland.
Verheiratet war Röpke seit dem 26. März 1906 mit Irmgard geb. Kniep (1883–1954). Aus der Ehe gingen vier Kinder hervor: Wolfgang (* 1906), Gerda (* 1908), Hans-Burkhard (* 1915) und Almuth (* 1919).

## Ehrungen
- Vorsitzender der Vereinigung Niederrheinisch-Westfälischer Chirurgen (1928/29)
- Präsident der Deutschen Gesellschaft für Chirurgie

## Veröffentlichungen (Auswahl)
- Über die operative Entfernung intramedullärer Rückenmarkstumoren. Zugleich ein Beitrag zur Kenntnis über die Beschaffenheit des Lumbalpunktats bei Rückenmarkstumoren. In: Archiv für klinische Chirurgie. Band 96, 1911, S. 963 ff.